# Neil O'Donnell
Pour les articles homonymes, voir O'Donnell.
(en) Statistiques sur pro-football-reference
Neil Kennedy O'Donnell (né le 3 juillet 1966 à Morristown) est un joueur américain de football américain.

## Enfance
O'Donnell étudie à la Madison High School de Madison où il habite après avoir déménagé.

## Carrière

### Université
Il entre à l'université du Maryland, jouant pour l'équipe de football américain des Terrapins.

### Professionnel
Neil O'Donnell est sélectionné au troisième tour du draft de la NFL de 1990 par les Steelers de Pittsburgh au soixante-dixième choix. Il ne joue aucun match lors de sa première saison mais fait ces premiers matchs en 1991, jouant douze matchs dont huit comme titulaire. En 1992, il prend la place de titulaire de Bubby Brister. Pour la saison 1993, 1,4 % de ses passes sont interceptées (meilleur score de la NFL pour la saison).
Les Steelers se hissent jusqu'au Super Bowl XXX où il affronte les Cowboys de Dallas mais Pittsburgh s'inclinent dans un match où Larry Brown intercepte deux passes de O'Donnell. Cet échec est un des facteurs responsables de la libération de Neil.
Il signe comme agent libre avec les Jets de New York mais le début de saison est chaotique: six défaites pour six matchs. Après cela, O'Donnell est victime d'une blessure à l'épaule qui l'envoie en dehors des terrains jusqu'à la fin de la saison. Il fait son retour en 1997 sous les ordres du nouvel entraineur Bill Parcells qui réintègre dans son poste de titulaire
En 1998, il arrive chez les Bengals de Cincinnati où lors de sa première saison, il ne se fait intercepter que 1,2 % de ses passes. Lors du cinquième match de la saison, O'Donnel envoie une passe à Carl Pickens qui marque un touchdown à vingt secondes de la fin du match contre son ancienne équipe de Pittsburgh. Malgré son taux de réussite de 61,8 % à la passe, Cincinnati finit à 3-13 notamment à cause d'une faible défense. Il est libéré à la fin de la saison après la signature du rookie Akili Smith.
Il signe pour la saison suivante avec les Titans du Tennessee et devient remplaçant de Steve McNair. Il joue cinq matchs lors de la saison régulière à cause d'une blessure de McNair et gagne quatre de ses matchs. Il remporte lors de cette saison le titre de champion de l'American Football Conference.  Il fait trois saisons avant d'annoncer sa retraite des retraites des terrains. Néanmoins, en décembre 2003, il sort de sa retraite après la blessure de McNair et Billy Volek pour jouer contre les Buccaneers de Tampa Bay son dernier match, faisant dix-huit passes réussies sur vingt-sept pour 232 yards et deux passes pour touchdown pour une victoire 33-13.

## Retraite
O'Donnell termine sa carrière en 2003 avec le pourcentage le plus bas d'interception de l'histoire de la NFL avec 2,11 % de passes interceptées. Néanmoins, ce record est battu par Aaron Rodgers qui réalise un score de 1,99 %.
En 2004, l'entraineur des Steelers de Pittsburgh Bill Cowher fait appel à O'Donnel pour remplacer Tommy Maddox, blessé pour le reste de la saison. Neil refuse l'offre de Cowher et cela entraine les premiers matchs de Ben Roethlisberger comme titulaire.
À partir de 2005, Neil travaille comme consultant pour la chaine de télévision WTVF, filliade de CBS à Nashville, retransmettant les matchs des Titans. Il quitte ce poste après la saison 2007.